# 德州電鋸殺人狂2
《德州電鋸殺人狂2》（英語：The Texas Chain Saw Massacre 2），也稱作《德州電鋸殺人狂第2章》（The Texas Chain Saw Massacre Part 2）是一部於1986年上映的美國黑色幽默恐怖電影，由陶比·胡柏執導並與L. M. 凱特·卡森共同撰寫劇本，是《德州電鋸殺人狂》的續集，為「德州電鋸屠殺案」事件的13年後。
由L. M. 凱特·卡森、約拉姆·格柏斯、米納罕·戈蘭與胡柏一同監製。講述電台DJ凡提雅意外錄下一場謀殺案，並主動在電台播放這捲影帶向破案者提供線索，但卻意外引起殺人魔家族的注意，並即將展開一場追殺。
在電影發行期間，這部電影以470萬美元的預算為800萬美元，在家庭媒體視頻中開始流行。儘管續集受到了評論家與觀眾的正面負面評價，提到該電影所強調的恐怖與血腥，並已從第一部中脫穎而出，並使用極少數的低預算和風格、氣氛來打造緊張與恐懼。導演陶比·胡柏開始決定把重點放在黑色幽默，因為他認為這是目前執導所出現的第一部電影。儘管受到了正面與負面的混合評價，這部電影最後獲得了狂熱影迷的追隨。

## 劇情
“ 1973年8月15日下午 五名年轻人乘坐的大众面包车燃油耗尽 停靠在德州南部的一个农场路边  其中四人从此销声匿迹 第二天早上，唯一的幸存者 萨莉 恩莱特被人从路边救起 她满身鲜血 大喊救命 她说刚刚从地狱里逃出来 萨莉说了一个恐怖的故事 她说在一个偏僻的农舍里面住了一个吃人的家庭 他们用电锯把人肢解 萨莉的朋友们都被吃掉了，甚至连他们家的椅子都是由人类的骨头做成的 刚说完 萨莉就已经精神失常了德州警察花了一个多月的时间四处搜寻 始终都没有发现那个食人农舍 没发现凶手  也没有发现任何死者 甚至没有任何的凶案迹象 在德州官方记录里 从来都没有“电锯杀人案” 然而在过去的13年里 不断有人举报发现了凶残的电锯杀人狂 在整个德州四处屠杀 电锯杀人案始终困扰着德州 似乎永无安宁之日…”-片头字幕
「德州電鋸屠殺案」事件的13年後，警方一直無法破案也找不到受害者的屍體，然而電鋸帶給德州的恐懼卻從未停止。有天電台DJ經過一場意外錄下謀殺案的經過，警探恩萊特決定深入調查，找出殺人魔家族的蹤跡，順便報當年被屠殺的姪子富蘭克林之仇。他循著錄音帶的指示來到一個山洞，人類在這裡淪為瘋子的玩物，唯有和DJ同心協力，兩人才有可能安然脫身。 

## 演員
- 丹尼斯·霍柏 飾 布德·「左撇子」·恩萊特中尉（Lt. Boude "Lefty" Enright）
- 卡洛琳·威廉姆斯（英语：Caroline Williams） 飾 DJ·凡提雅·「史翠奇」·布洛克（DJ Vanita "Stretch" Brock）[4]
- 吉姆·席道（英语：Jim Siedow） 飾 德雷頓·索耶（Drayton Sawyer）[5]
- 比爾·強森（英语：Bill Johnson (film and television actor)） 飾 「皮臉」（Leatherface）[6]
- 比爾·莫斯利 飾 「劈頭」（Chop Top）
- 肯·埃弗特 飾 祖父索耶（Grandfather Sawyer）
- 路·佩里曼（英语：Lou Perryman） 飾 L.G.彼德斯（L.G. Peters）
- 茱蒂·凱利（英语：Bill Moseley） 飾 美食家（Gourmet Yuppette）
- 克里斯·多利達思（英语：Chris Douridas） 飾 槍手瑞克（GunnerGunner/Rick）
- 坎奇·弗里德曼（英语：Kinky Friedman） 飾 體育主播（Sports Anchorman）客串
- 丹·詹金斯（英语：Dan Jenkins） 飾 T.V.評論員（T.V. Commentator）客串
- 約翰·布路（英语：John Bloom (actor)） 飾 「奇聞趣事」影迷（Gonzo Moviegoer）客串

除了上述演員角色外，只有前作的「搭車者」諾本斯·索耶（The Hitchhiker Nubbins Sawyer）以人偶傀儡演出。

## 製作
最初，陶比·胡柏打算要執導這部電影時，卻找不到電影預算的負責人。根據紀錄片《Electric Boogaloo: The Wild, Untold Story of Cannon Films》的製片公司坎農電影期待著一場恐怖片，而胡柏則想製作黑色喜劇片。但當坎農看到該片時則不滿意其成品。

### 已刪除的場景
導演陶比·胡柏因為2000年的《德州電鋸殺人狂：令人震驚的真相》紀錄片中提到的問題刪除了幾個場景。從電影中剪掉的一個漫長的場景涉及索耶家族晚上出發，透過屠殺電影中的顧客和一群粗暴的人物，為他們的辣椒收集主要的肉類。刪除的屠宰場景中有幾個湯姆·薩維尼精心製作的特效。另一個被刪除的場景也包括美國電影評論家喬·巴布·布里格斯。另外一個情節「左撇子」恩萊特作為DJ凡提雅父親的備案也將刪除，不過，這些場景現在在2007年的Gruesome Edition DVD特色部分有說明到。然而，有一個場景從任何DVD版本都完全失蹤，巴茲和瑞克在車裡鬼混的片段加長。

## 發行及評價
這部電影在1986年8月由坎農電影在美國放映，票房總計8,725,872美元。在美國提交給美國電影協會（MPAA）之後，這部電影獲得了「X」級評級，促使電影製作人將其作為未評級。不過，電視預告片、戲劇預告片，甚至電影海報均以書面聲明顯示：「由於這部電影的性質，17歲以下不得觀看。」
《德州電鋸殺人狂2》目前在電影評論網站爛番茄基於24條評論獲得44％的好評。羅傑·埃伯特寫道：「第二部有很多的血腥與剖腹，可以肯定的是，它沒有原來的恐懼感，被認真對待，這是一個怪才之作。」AllMovie的評論是有利的，寫著「在發行時大家非常討厭陶比·胡柏的《德州電鋸殺人狂2》老化的異常，如果沒有太多的微妙諷刺80年代超過的幾個方面，現在播放起來非常奇怪。」
該電影已成為「邪典電影」。

### 爭議
這部電影在同一年由媒體家庭娛樂發行在VHS上，最初在家庭媒體視頻和鐳射影碟上發行時它還沒有評級。但在2000年家庭媒體視頻和DVD上重新發行時，MPAA給予「R」評級。當電影在英國提交給BBFC獲得證書時，BBFC通知了坎農電影，經銷商至少需要修剪20到25分鐘的鏡頭，以使電影獲得18歲評級。
因此，這部電影在德國和新加坡被禁止，但是德國的電影分級制度在2017年給予了18級的未剪輯版本，新加坡給予了R21（21歲以下）評級。然後，坎農電影在1990年中止了英國發行計劃，儘管如此，現在英國的評級還是為「18」級。
這部電影在澳大利亞被禁止了20年。 華納兄弟公司在VHS上發布了一個未剪輯的版本，於1987年在紐西蘭發行家庭媒體視頻，也可以發現（非法，正如盒子上所說的）與當時澳大利亞的一些視頻店。然而現在紐西蘭VHS錄像帶變得非常少見。2000年，澳大利亞各地的零售商發布了非正式的VHS發行，這是一個拷貝盜版的做法，並且違法，並沒有澳大利亞分級委員會認證。當非法拷貝的消息洩露，多家零售商被搜查藏有侵權的複製品。這部電影最終於2006年11月30日在澳大利亞正式發行。
電影戲劇發行的海報也類似電影《早餐俱樂部》的海報。

### 原聲帶
- The Lords of the New Church：Good to Be Bad – 4:42
- The Cramps：Goo Goo Muck – 3:02
- Concrete Blonde：Haunted Head – 2:48
- Timbuk3：Life Is Hard – 4:06
- Torch Song：White Night – 3:42
- Stewart Copeland：Strange Things Happen – 2:58
- Concrete Blonde：Over Your Shoulder – 3:20
- Timbuk3：Shame on You – 4:48
- The Lords of the New Church：Mind Warp – 3:42
- Oingo Boingo：No One Lives Forever – 4:08

## 家庭媒體影片
2000年8月1日，這部電影被米高梅發佈DVD區域碼，然而，2006年10月10日，這部電影米高梅進行的第二次DVD更新，標題為「恐怖版」，由導演陶比·胡柏和戴維·格雷戈利的音頻解說《德州電鋸殺人狂：令人震驚的真相》，以及演員比爾·莫里斯、卡洛琳·威廉姆斯和特效化妝師湯姆·薩維尼的音頻評論。特殊功能還包括已刪除的場景與一本標題為《It Runs in the Family》的特長紀錄片與6幅畫廊和一輛拖車。這部電影的藍光版本於2012年9月11日發行，其中包含「恐怖版」DVD的所有特色功能。
影片中也發行了特別版，此版本添加了原始拍攝的電影但不包括在戲劇版本中的一些鏡頭，這個粗糙的鏡頭有對話，但沒有音樂與聲音效果，視頻品質是惡劣的。
新的場景包括：
- 警探「左撇子」恩萊特埋伏在索耶家族的藏身處外面，並捆紮兩把電鋸在自己的皮帶上，然後，他看到索耶家族駕駛的貨車抵達這裡並進入地下洞穴。

- 一群暴動的足球迷在地下停車場打碎了一些汽車，然而「電鋸家族」抵達這裡並「收穫」了這些人作成肉餡，其亮點包括皮臉將一個人的頭切成兩半，並切斷另一個人的手（切斷的手然後落到地上，並交給皮臉手指！）

- 一個男人（喬·巴布·布里格斯 飾演）和兩個女人一起下樓梯到車庫，談論血流飛濺電影的特效，在他打開門後，皮臉就把男子給宰了（螢幕逐漸變黑）。

- DJ凡提雅躲在醃肉室的場景，看見皮臉進來並宰了L.G.並取出他的臉皮。

之後尖叫工廠於2016年4月12日發布了藍光收藏版。

## 備註
1. ↑  在第一部劇情死後，殺人狂家族將他的屍體骨骼重新組裝並製作為傀儡，可以時常在劇情看到他的身影。[7]

## 外部連結
- 互联网电影数据库（IMDb）上《The Texas Chainsaw Massacre 2》的资料（英文）
- AllMovie上《The Texas Chainsaw Massacre 2》的资料（英文）
- 爛番茄上《德州電鋸殺人狂2》的資料（英文）
- Box Office Mojo上《德州電鋸殺人狂2》的資料（英文）